# Hans Meyer (geograf)

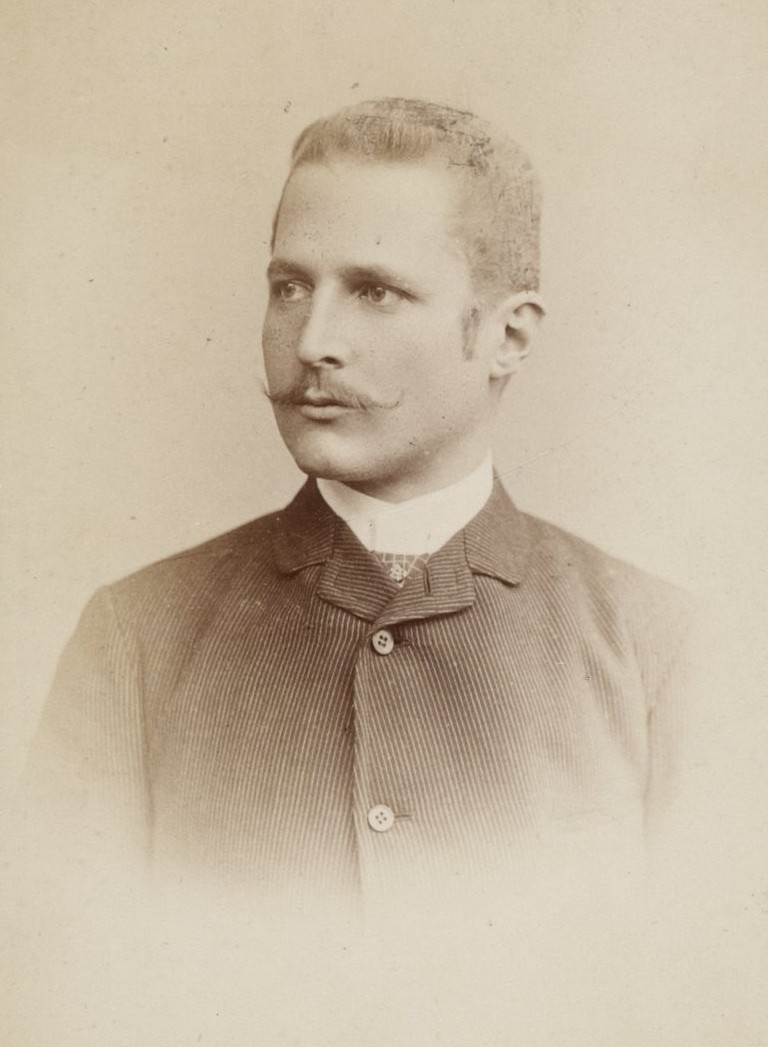
Hans Meyer 1929.

Hans Meyer, född den 22 mars 1858 i Hildburghausen, död den 5 juli 1929 i Leipzig, var en tysk förläggare och forskningsresande,  son till Herrmann Julius Meyer, bror till Hermann Meyer.
Meyer övertog, sedan han promoverats till filosofie doktor, jämte sin bror Arndt Meyer 1886 ledningen av "Bibliographisches Institut". Han var ledamot av tyska kolonialrådet sedan 1901, juris och filosofie hedersdoktor samt innehavare av professors namn och geheimehovråd. Under hans chefstid utvidgades förlaget med bland annat "Meyers Volksbücher", "Meyers Sprachführer", Sievers "Allgemeine Länderkunde", en serie litteraturhistorier med mera.
Meyer företog ett stort antal vidsträckta resor, bland annat till Sydafrika, var den förste, som besteg Kilimanjaros högsta topp, och studerade 1903 Ecuadors glaciärer. Han skildrade sina färder i Zum Schneedom des Kilimandscharo (1888), Ostafrikanische Gletscherfahrten (1890), Die Insel Tenerife (1896), Der Kilimandjaro (1900), Die Eisenbahnen im tropischen Afrika (1902), Reisen im hochland von Ecuador (1904) och Die Eiszeit in den Tropen (samma år).